# Jacob Schweppe
Johann Jacob Schweppe (Witzenhausen, Hesse, Alemania, 1740-Ginebra, Suiza, 1821) fue un joyero y empresario alemán desde 1788. Se instaló en Ginebra, donde se dedicó a investigar los efectos de la gasificación con dióxido de carbono del agua mineral. Sus investigaciones dieron por fruto un procedimiento industrial para la elaboración de bebidas carbonatadas en 1792. Su empresa no logró mucho éxito hasta que la popularizó Erasmus Darwin, abuelo de Charles Darwin, que era un gran admirador de la bebida. Se asoció con dos ingenieros y un ingeniero suizo e instaló una fábrica en Londres para elaborar aguas de soda.